# Francis Bacon (malarz)
Francis Bacon (ur. 28 października 1909 w Dublinie, zm. 28 kwietnia 1992 w Madrycie) – brytyjski malarz urodzony w Irlandii, samouk.

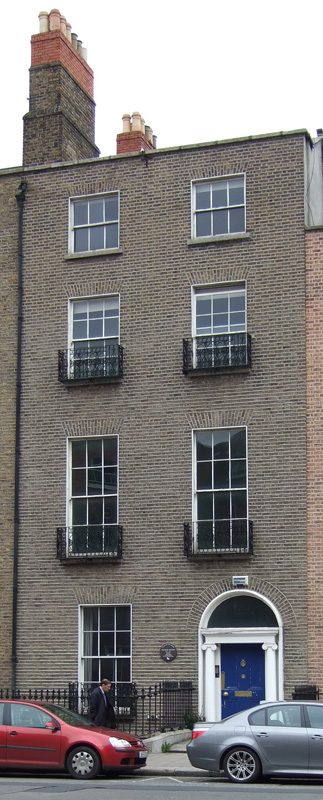
Dom Bacona w Dublinie

## Życiorys
Zdecydowany przeciwnik abstrakcjonizmu w sztuce. Popierał nurt ekspresjonistyczny. Uznawany jest za jednego z czołowych twórców malarstwa figuratywnego. Na początku tworzył w duchu surrealizmu i kubizmu, ale po 1950 wykształcił własny styl. Tematem jego obrazów był człowiek samotny, wyobcowany, znajdujący się nierzadko w sytuacji zagrożenia. Jego obrazy pełne są nadrealnych perspektyw, dramatyzmu i teatralnej ekspresji (deformacja postaci, nieokreślona przestrzeń, żywe, intensywne barwy). Wiele razy podejmował tematykę religijną (zwłaszcza motyw ukrzyżowania), ale inspiracją dla niego były także prace Rembrandta, Grünewalda, Velázqueza, fotografie i prasa.
Bacon był osobą homoseksualną. W 1964 związał się z George’em Dyerem. Jak twierdził, poznał go, gdy ten włamywał się do jego mieszkania.
W 1998 powstał film biograficzny Love Is the Devil – Szkic do portretu Francisa Bacona, ukazujący barwne życie malarza.
W 2013 jego obraz Trzy studia do portretu Luciana Freuda został na aukcji domu aukcyjnego Christie's sprzedany za kwotę 142 mln dolarów, będącą najwyższą ceną dzieła sztuki nabytego na aukcji.

## Wybrana twórczość
- 1944: Trzy studia postaci na podstawie tematu Ukrzyżowania
- 1953: Studium według obrazu Portret papieża Innocentego X, D. Velazqueza – seria płócien nawiązująca do tego obrazu
- 1954: Dwie postaci w trawie
- 1955: Szympans
- 1957: Krzycząca piastunka
- 1964: tryptyk Trzy postacie w jednym pomieszczeniu
- 1966: Leżąca figura
- 1969: Trzy studia do portretu Luciana Freuda
- 1970: Studia ludzkiego ciała
- 1972: Schodzący po schodach
- 1976: Ciało w ruchu